# بندر العطية
بندر محمد عبد الله العطية دبلوماسي قطري، عينه الأمير تميم بن حمد آل ثاني سفيرًا فوق العادة مفوضًا لدى المملكة العربية السعودية في 11 أغسطس 2021. وشغل قبل ذلك منصب سفير بلاده لدى كل من الكويت والأردن.